# Distretto di Tripoli (Libano)
Il distretto di Tripoli è un distretto amministrativo del Libano, che fa parte del governatorato del Nord Libano. Il capoluogo del distretto è Tripoli.  Ha circa 227.857 abitanti come agglomerato urbano, Ha circa 500.000 abitanti come agglomerato urbano, principalmente sunniti musulmano (circa l'80%), ma con una minoranza cristiana e alauiti musulmano.

## Trucco confessionale della popolazione
https://web.archive.org/web/20090612021250/http://www.elnashra.com/elections/vote
| Denominazione   | Percentuale |
| Cristiani       | 11%         |
| --------------- | ----------- |
| Maroniti        | 3           |
| Greco-Ortodossi | 6           |
| Greco-Cattolici | 1           |
| Altri Cristiani | 1           |
| Musulmani       | 89%         |
| Sunniti         | 80          |
| Sciiti          | 0           |
| Drusi           | 0           |
| Alauiti         | 9           |